# Scytodes elizabethae
Scytodes elizabethae là một loài nhện trong họ Scytodidae.
Loài này thuộc chi Scytodes. Scytodes elizabethae được William Frederick Purcell miêu tả năm 1904.